# Erebia jeniseiensis
Erebia jeniseiensis is een vlinder uit de onderfamilie Satyrinae van de familie Nymphalidae (aurelia's). De wetenschappelijke naam is voor het eerst geldig gepubliceerd in 1877 door Trybom.
De soort komt voor in Europa.